# مش (مجموعه تلویزیونی)
مَش (انگلیسی: M*A*S*H؛ سرواژهٔ Mobile Army Surgical Hospital) یک مجموعه تلویزیونی کمدی درام جنگی محصول ایالات متحده آمریکا است که از ۱۷ سپتامبر ۱۹۷۲ تا ۲۸ فوریه ۱۹۸۳ از سی‌بی‌اس پخش شد. این مجموعه توسط لری گلبرت تولید شده و اولین مجموعه تلویزیونی اسپین‌آف رسمی فیلم سال ۱۹۷۰ به نام مش است که این فیلم خود برگرفته از رمان سال ۱۹۶۸ ریچارد هوکر، مش: رمانی دربارهٔ سه پزشک ارتش است. این مجموعه توسط تلویزیون فاکس قرن بیستم برای سی‌بی‌اس تولید شد و داستان یک تیم پزشکی و پرسنل همرا آنها در «۴۰۷۷مین بیمارستان سیار جراحی ارتش» در یی‌جونگ‌بو، کره جنوبی در طی جنگ کره (۱۹۵۰–۵۳) را دنبال می‌کند.